# Варваринська збагачувальна фабрика
Варваринська збагачувальна фабрика – підприємство гірничодобувної галузі, майданчик якого знаходиться на північному заході Казахстану.
У 2007 році першу продукцію випустив рудник Варваринського золото-мідного родовища, який отримав власну фабрику зі збагачення руди та вилучення золота. Вона здатна переробляти 4,2 млн тон руди на рік та може продукувати до 3 тон золота у вигляді сплаву Доре. Крім того, фабрика продукувала золото-мідний та мідний концентрати, при цьому перший відправляли на Амурський гідрометалургічний завод, а другий до Китаю.
Станом на кінець 2010-х запаси Варваринського родовища були вже сильно виснажені, втім, починаючи з 2010-го на Варваринський майданчик надходила продукція з розташованого за дві сотні кілометрів Комаровського золотого рудника, поставки руди з якого у 2018-му досягнули 2,8 млн тон (в межах цього проекту до Варваринської фабрики проклали залізничну гілку довжиною 14 км та придбали понад півтори сотні думпкарів). Ще біля 0,5 млн тон руди на рік могли постачати дрібні підприємства з Акмолинскої, Карагандинскої та Актюбінської областей, які виробляли небагато руди, зате із високим вмістом золота.
З 2009 року власником фабрики є російська компанія Polymetal.